# Испанский фальсификатор
Испанский фальсификатор (англ. Spanish Forger, фр. Le Faussaire espagnol) — анонимный фальсификатор средневекового изобразительного искусства. По разным гипотезам, это был португальский, бельгийский, швейцарский, британский или, что наиболее вероятно, французский художник. Предполагается, что он работал в течение длительного периода, с 1890-х по 1920-е годы, вероятно, даже на протяжении всех 1930-х годов. В настоящее время ему приписывается до 348 различных произведений изобразительного искусства.
Исследователи отмечают высокий художественный уровень работ фальсификатора и блестящее знание вкусов своих современников. В настоящее время работы Испанского фальсификатора воспринимаются искусствоведами и коллекционерами как самостоятельные художественные произведения. Прошли две крупные «персональные» выставки работ, атрибутируемых Испанскому фальсификатору — в 1978 году в Библиотеке Моргана, а в 2014 году в Бингемтонском университете.
Несмотря на многократно предпринимавшиеся попытки отождествить фальсификатора с одним из художников его времени, установить его национальность и место проживания, личность его остаётся в настоящее время загадкой для историков искусства.

## Происхождение имени и открытие фальсификации
Впервые работа Испанского фальсификатора была обнаружена в 1930 году, когда граф Умберто Гноли, агент по закупкам музея Метрополитен, предложил музею картину, предположительно названную «Обручение святой Урсулы». Картина была оценена в 30 000 фунтов стерлингов. Он считал, что картина была создана в XV веке художником Хорхе Инглесом и отдал её на экспертизу Бель да Коста Грин, в то время директору Библиотеки Моргана, а до 1913 года — личному библиотекарю самого Джона Пирпонта Моргана. Она, к удивлению и недовольству графа, объявила картину подделкой. Так как Инглес хотя и был, вероятно, англичанином, но работал в Испании, то фальсификатора назвали «Испанским фальсификатором». Ещё одна версия гласит, что «Обручение святой Урсулы» впервые привлекло внимание Бель да Косты Грин, когда было воспроизведено на обложке журнала «Новости искусства» за 14 декабря 1929 года как работа Хорхе Инглеса. Позже химический анализ красок, использованных в картине, показал, что на ней присутствует зелёный пигмент (так называемая «парижская зелень»), но впервые он появляется только с 1814 года.
В так и не опубликованной в своё время статье, написанной в 1939 году для Бель да Коста Грин, искусствовед Мэри Энн Фарли выдвигает другую версию происхождения имени фальсификатора. По её версии, это произошло, поскольку самая первая обнаруженная рукопись из целой группы подделок, созданных Испанским фальсификатором, датировалась прежде XV столетием и происходила из Испании. С её слов, это была рукопись М.786а из Библиотеки Моргана.
Бель да Коста Грин первой попыталась составить каталог работ фальсификатора, к 1939 году в её список вошли 14 картин и рукописей, позже искусствовед Джон Пламмер расширил его до сорока шести, из которых пятнадцать — картины, двадцать пять — отдельные миниатюры, а остальные шесть — рукописи, содержащие более одной миниатюры. Каталог 1978 года включал уже сто сорок работ художника. К 2007 году это количество более чем удвоилось.
Доктор философии Йельского университета Лиза Фейджин Дэвис, специализирующаяся на средневековых манускриптах, отмечает, что интерес к творчеству Испанского фальсификатора характерен особенно для американских университетских музеев и библиотек, которые целенаправленно собирают его произведения, а себя она относит к кругу американской профессуры, мечтающей приобрести работу фальсификатора.

## Личность фальсификатора
О фальсификаторе в настоящее время достоверно не известно практически ничего — ни имени, ни мотивов, даже его этнической принадлежности, неизвестно, как долго он работал и сколько подделок им создано. При этом, по мнению ряда современных исследователей, он был, вероятно, самым успешным и плодовитым фальсификатором средневековой станковой живописи и рукописей. Отчасти его успех был обусловлен необыкновенно глубоким пониманием вкусов своего времени, он знал, что привлекает коллекционеров и пытался удовлетворить их запросы. Когда американский художественный критик Хилтон Крамер посетил выставку работ Испанского фальсификатора, состоявшуюся в Библиотеке Моргана в 1978 году, по заданию The New York Times, то он назвал его «средневековым художником XIX века».
Картины Испанского фальсификатора обычно датируются концом XIX или началом XX века. Считается, что Испанский фальсификатор был наиболее активен в своём творчестве около 1900 года. Рукопись Ювенала с восемью миниатюрами была предложена для продажи дилером в Лейпциге в 1913 году. «Портрет Изабеллы Баварской» появился в 1920 году, а исторические «миниатюры Льюиса» появились на рынке ещё некоторое время спустя, но до 1923 года. В 1930-х годах появилось множество картин и миниатюр, в том числе миниатюра из коллекции доктора Миллара, которая была продана на аукционе Sotheby's 25 июля 1938 года (лот 140) как итальянская работа XIV или XV века.

### Гипотезы и попытки отождествления
Высказывались различные предположения о его личности:
- Он был испанцем, по другой версии — французом (многие из его работ были приобретены в Париже[14]), имя которого установить уже невозможно.
- Предпринимались попытки связать Испанского фальсификатора с бельгийским художником Фердинандом Шарлем Франсуа де Папом[фр.], работавшем в стиле неоготики. Однако нет документов, которые позволили бы соотнести его с фальсификациями, а их идентификация представляется искусствоведам вряд ли возможной не только по стилистическим причинам, но и потому, что де Пап умер в 1885 году, то есть за пятнадцать лет перед появлением произведений испанского фальсификатора на рынке. Фальсификатор не стал бы создавать более трёхсот работ за пятнадцать лет до того, как выставить их на продажу[15].
- Картины и миниатюры, которые были идентифицированы как его работы, в действительности являются работами более чем одного художника, хотя они и работали в одной мастерской[16]. Об этом говорит значительное изменение стиля. «Исторические» работы, как правило, содержат значительно больше фигур и гораздо меньшего размера, чем миниатюра Испанского фальсификатора из коллекции доктора Миллара в Британском музее. «Исторические» миниатюры не так тщательно проработаны, как она. Против этой версии высказывается мнение, что у фальсификатора есть устойчивая тенденция повторять свои любимые группы персонажей, хотя он и менял костюмы и отношения таких групп с их окружением. Два трубача, ведущие крестоносцев в Иерусалим, снова появляются во главе французской триумфальной кавалькады в миниатюре в коллекции Льюиса, и вновь — в процессии на панели в музее Фогга[13]. Ещё одна фигура, в значительной степени выдающая фальсификатора, — дама, поддерживающая юбку левой рукой и жестикулирующая правой. Она появляется, как минимум, в четырёх разных сценах. Частое повторное использование этих персонажей свидетельствует о том, что все картины имеют общее происхождение, а число всех работ, которые были идентифицированы до настоящего времени, недостаточно велико, чтобы оправдать разделение их между несколькими художниками[9].
- Интересную гипотезу предложил искусствовед Говард Джонс в 2016 году. Он утверждает на основе детального анализа триптиха «Брак Эдуарда IV и Елизаветы Вудвилл» из Музея и художественной галереи Нортгемптона[англ.], что «многие из работ Испанского фальсификатора заключаются в изменении уже существовавших работ, а не написаны с нуля». По его мнению, большая часть средней панели этого триптиха принадлежит более раннему художнику и эта работа старше внешних панелей. Триптих первоначально был классифицирован как произведение английской школы, что должно быть правильным для средней панели (но изображает она другой брак — брата Эдварда Ричарда Глостера с Анной Невилл, эту версию поддержала доктор Конни Бейли из университета Лестера), прежде чем второй художник (Испанский фальсификатор) добавил внешние панели и дописал фигуру слева в средней панели[17].

Отдельные выводы о личности художника представляются искусствоведам весьма убедительными. Его ошибки в иллюстрировании религиозных рукописей показывают, что он имел слабое представление о литургике, но владел основами латыни. Одна из картин Испанского фальсификатора, изображающая шахматистов, показывает, что фальсификатор не умел играть в шахматы или слабо разбирался в них. Позиция на шахматной доске на этой его картине ошибочна, а в его источнике (в пятитомнике Поля Лакруа) она изображена правильно. Вполне вероятно, что фальсификатор любил музыку, особенно оперу. По крайней мере для пяти его панелей сюжетами стали оперные темы. Панель с трёхсторонней композицией, известная теперь только по фотографии, содержит сцены из оперы Рихарда Вагнера «Лоэнгрин», премьера которой состоялась в Париже 3 мая 1887 года (на французском языке). В изображении есть и деталь, отсутствующая в либретто оперы: Эльза получает от сокола маленький колокольчик и призывает Лоэнгрина его звоном. Другой триптих фальсификатора иллюстрирует сцены оперы Эдуара Лало «Король города Ис», созданной на основе бретонской легенды. Премьера этой оперы состоялась в Париже 7 мая 1888 года.

### Оценка современных искусствоведов
У искусствоведов нет никаких сомнений в том, что мотивы Испанского фальсификатора были исключительно коммерческими, у него было отчётливо выраженное намерение обманывать потенциальных покупателей. Его произведения, очевидно, ориентировались на вкус тех ценителей, которые не были знакомы с подлинным средневековым искусством и кто готов был польститься на обилие золота, ярких цветов и общую романтическую атмосферу произведения.
В настоящее время работы Испанского фальсификатора привлекают искусствоведов и коллекционеров как самостоятельные художественные произведения. Существует предположение, что художник использовал свой талант не только для подделки средневековых работ, но и известен под своим настоящим именем широкой аудитории ценителей искусства. В 1978 году в Библиотеке Моргана состоялась крупная выставка работ, атрибутируемых Испанскому фальсификатору. Вышел каталог выставки. Ещё одна выставка произведений Испанского фальсификатора состоялась в 2014 году в Бингемптонском университете в рамках научной конференции, посвящённой фальсификации произведений искусства. Свою коллекцию работ художника предоставил для выставки специалист по творчеству Испанского фальсификатора Уильям М. Волкли.

## Особенности творческого стиля фальсификатора
Принято считать, что «Обручение святой Урсулы» является той работой, на сопоставлении с которой Испанскому фальсификатору могут атрибутироваться те или иные полотна или миниатюры (она самая большая среди приписанных ему работ — 775 x 623 миллиметров). К числу определяющих признаков относят характерную палитру и «сладкие» лица, которые имеют характерный наклон, смелые декольте, театральные позы и жесты, гобеленообразную листву, закрученные воды и специфические архитектурные композиции. Нередки изображения фальсификатором придворных сцен, в которых обычно присутствуют дамы и рыцари, развлекающиеся или развлекаемые, часто с замком в стиле «Диснейленд» в качестве фона. Композиция картины основана на фреске Пинтуриккьо в Сиенском кафедральном соборе, изображающей Энея Сильвия Пикколомини, представляющего императора Священной Римской империи Фридриха III Элеоноре Португальской. Однако обычно фальсификатор не копировал целую композицию, а брал отдельные элементы из нескольких разных сцен и организовывал их по своему выбору. В отличие от других фальсификаторов, которые просто копируют или имитируют стиль художников, Испанский фальсификатор создал свой индивидуальный стиль и способ создавать произведения искусства. Он всегда использовал старую древесину для своих картин, иногда повреждая их, чтобы создать иллюзию их древности. На панели «Обручение святой Урсулы» он использовал стилос для создания трещин на красочной поверхности; важно, что трещина, проходящая по центру, оказывается рядом с главной фигурой, осуществляющей обручение. Тем не менее исследователи отмечают, что фальсификатор выдаёт себя тем, что на изношенные внешние края древесной панели он наносит гораздо лучше сохранившийся красочный слой. Подобные наблюдения сыграли определённую роль в определении фальсификации и атрибуции таких работ Испанскому фальсификатору. Высказывалось также предположение, что растрескивание и отслаивание золота на миниатюрах и картинах фальсификатора не носили сознательного характера, возможно, это было связано с его некомпетентностью в подготовке грунтовки.
Один из любимых сюжетов фальсификатора — религиозное изображение, совершенно неизвестное для агиографов. Работа, которая принадлежала некоему джентльмену в Йоркшире, а в настоящее время — Британскому музею, изображает элегантную даму с большим золотым нимбом над головой и ещё одну даму, почтительно присутствующей в сцене, встречающих столь же элегантно одетого молодого человека, который только что спешился с белого коня. За ними группа всадников и несколько охотничьих собак преследуют оленя на фоне замка. Вся миниатюра заключена в рамку из листьев и цветов. Единственная к настоящему времени известная подобная миниатюра на религиозный сюжет, в которой легко удалось идентифицировать событие, находилась в польской коллекции, которая погибла во время Второй мировой войны. Она изображала мученическую смерть святого Лаврентия.

### Методы фальсификации
Наиболее убедительным аргументом в пользу средневекового характера рукописи для непрофессионалов была очевидная древность большинства листов пергамента, на которые был нанесён фальсификатором поздний красочный слой. Некоторые листы представляются исследователям чистыми страницами, изъятыми из средневековых рукописей, где они присутствовали, но иногда миниатюра нанесена вместо существовавшего прежде старинного текста. Чаще всего Испанский фальсификатор в таких случаях использовал рукопись с записью средневековой музыки, при этом нотный текст часто удалялся только с одной стороны, чтобы освободить место для миниатюры. В то время листы больших старых хоровых книг часто появлялись на аукционах на европейском континенте, особенно в Испании. Фальсификатор, возможно, счёл приобретение их наиболее простым и дешёвым способом получения материала для своей работы, а также придания им иллюзии подлинности. Существует гипотеза, что использовался один и тот же хоровой сборник, составленный около 1400 года в Италии, на это указывают оборотные стороны миниатюр, где сохранился нотный текст.
Фальсификатор ориентировался на современное ему представление о позднем средневековом искусстве, сложившееся среди искусствоведов. Установлено, что непререкаемым авторитетом для него стал иллюстрированный пятитомник писателя и библиотекаря Поля Лакруа, посвящённый средневековому и ренессансному искусству и быту. Он был опубликован издательством Фирмен-Дидо (фр. Firmin-Didot) в Париже между 1869 и 1882 годами и выдержал множество изданий. Фальсификатор использовал пятитомник для создания своих произведений.

### Наиболее известные работы фальсификатора
Одним из лучших произведений фальсификатора считается триптих в Художественном музее Цинциннати, завещанный Мэри Эмери в 1927 году. Она купила его около десяти лет до этого из галереи Клейнбергера в Нью-Йорке в качестве работы Жана Фуке как произведение XV века. Сюжет триптиха — Анна де Божё получает миссал от Святого Иеронима в присутствии своей младшей сестры Жанны Французской (с которой по неизвестной причине изображён сокол) и её младшего брата короля Карла VIII, который стоит за Жанной. Считалось, что триптих должен был быть представлен бывшим советником Людовика XI, дворянином и библиофилом Луи де Лавалем Анне де Божё и предназначался для её Карла VIII. Тема центральной панели, по мнению искусствоведов, вряд ли требовала изображённого фальсификатором подчёркнутого благочестия донаторов на боковых панелях (Луи де Лаваль и его жена) и тем более благословения Бога-Отца в верхней части. Присутствие Иеронима в этом придворном контексте нелегко объяснить, поскольку он жил за тысячу лет до этого, а миссал — литургический тип, разработанный спустя много веков после его смерти. Более того, Иероним, похоже, скорее читает, чем представляет его, хотя именно представление миссала — действие, согласующееся с жестом Анны де Божё. Специалисты не могут объяснить и появление на картине сокола. Лица персонажей не являются портретами их прототипов, а являются характерными для Испанского фальсификатора типами и изображены в одном возрасте. Если бы Фуке создал триптих около 1450 года, как утверждалось в галерее Клейнбергера, то их идентификация ошибочна, поскольку Анна де Божё родилась только в 1461 году (!). В год смерти Фуке, около 1481 года, Анне было бы двадцать, Карлу VIII — одиннадцать, а Жанне — семнадцать. Библиограф и историк Сеймур де Риччи оспорил авторство Фуке. В 1939 году американский специалист по средневековому искусству Миллард Мисс признал триптих работой Испанского фальсификатора и обратил на него внимание Бель да Косты Грин. Название и фиктивное происхождение триптиха из Цинциннати были вызваны записью в подлинном Часослове Луи де Лаваля (Париж, Национальная библиотека Франции, MS lat. 920), где написано, что он передал его Анне де Божё, сестре Карла VIII. Миниатюры этой рукописи также были ошибочно атрибутированы Жану Фуке.
Ещё одна миниатюра Испанского фальсификатора в Британском музее значится в каталоге как «Высадка Эрнана Кортеса в Мексике в 1519 году». Группа мужчин в европейских костюмах выходит на берег с большим флагом, и их встречает толпа индейцев. В бухту входят два корабля, передний план заполнен экзотической растительностью, а миниатюра заключена в сложную цветочную рамку с изображением головы и плеч главного героя в медальоне в нижней части. Миниатюра оказалась в музее через лондонского дилера У. М. Войнича со Шафтсбери-авеню, который предложил её за 75 фунтов стерлингов и утверждал, что приобрёл её у другого книготорговца по высокой цене как изображение высадки Христофора Колумба. Он сам предположил, что на самом деле миниатюра является изображением высадки Кортеса, основываясь на эксцентричном гербе на флаге, который, по-видимому, соединяет гербы Кастилии, Арагона, Гранады и Наварры. Наварра не принадлежала Испании до 1512 года, а путешествие Колумба состоялось в 1492 году. Войнич считал, что миниатюра, возможно, была фронтисписом официального отчёта Кортеса королю Испании, но он не смог проследить такую рукопись в каком-либо испанском архиве. В настоящее время источник этой миниатюры был идентифицирован. Фигуры сгруппированы, а корабли смоделированы таким же образом, как в композиции миниатюры в книге, впервые опубликованной в 1594 году. Фальсификатор изменил костюмы, которые были современными дате публикации книги, на более соответствующие дате изображённого события. Из карты на обратной стороне миниатюры видно, что на самом деле Испанский фальсификатор изображал именно Колумба, несмотря на флаг. На карте показаны Атлантический океан и Вест-Индия, а также Канарские острова, Сан-Сальвадор, Куба и Гаити, то есть географические пункты, которые посетил Колумб, а не Кортес.
Несмотря на то, что большинство панелей фальсификатора имеют стилизацию под французских художников, а некоторые — под итальянских и фламандских, автора продолжают называть Испанским фальсификатором, чтобы не создать ещё больше путаницы. Испанскому фальсификатору атрибутируется диптих «Город в осаде», купленный бароном Бонде в 1918 году для своего музея в Катринехольме (Швеция). Диптих был атрибутирован первоначально (в 1918 году) художнику Педро Нисарту, чья творческая активность связана с островом Майорка и протекала около 1470 года. Американский искусствовед Чандлер Пост опроверг эту атрибуцию в 1938 году, но считал работу подлинной, относя её к некоему вторичному последователю Дирка Боутса, активному на полуострове около 1500 года. Кроме того, он заявил, что художник был более талантливым мастером, чем Нисарт. На левой стороне диптиха проходит религиозное шествие в окружении городской толпы. Справа изображена осада города. Так как большинство работ Испанского фальсификатора были восприняты как подлинные средневековые произведения, а их художественные достоинства не вызывают сомнений, перед искусствоведами возникла проблема природы и значения самого явления фальсификации. Американский поэт Джон Эшбери считал «Город в осаде» одной из самых «красивых, а, следовательно, самых непонятных работ» и задавался вопросом — «искусство является искусством, только когда оно подлинное?». В результате размышлений Эшбери пришёл к выводу, что «нет причин отказывать» этому диптиху в признании его произведением искусства, даже объявив его подделкой.